# BMW Nazca
Pour les articles homonymes, voir Nazca.
BMW Nazca est une série de trois concept-car : BMW Nazca M12 de 1991, BMW Nazca C2 de 1992, et BMW Nazca C2 Spider de 1993, du constructeur automobile allemand BMW / Alpina (automobile), et du designer italien Italdesign.

## Historique
En 1991, le designer Fabrizio Giugiaro d'Italdesign, âgé de 26 ans, présente le concept-car BMW Nazca M12 au salon international de l'automobile de Genève, en hommage à la Supercar BMW M1 (1978-1981) conçue par son père le designer Giorgetto Giugiaro d'Italdesign, et dont la succession se fait attendre depuis 1981. Équipée de porte papillon, la M12 reprend de nombreux composants de la BMW 850i, dont le moteur BMW V12 de 4 988 cm3 pour 299 ch et 450 nm (M70B50). Le nom du véhicule est inspiré des géoglyphes de Nazca de la civilisation Nazca du Pérou. 

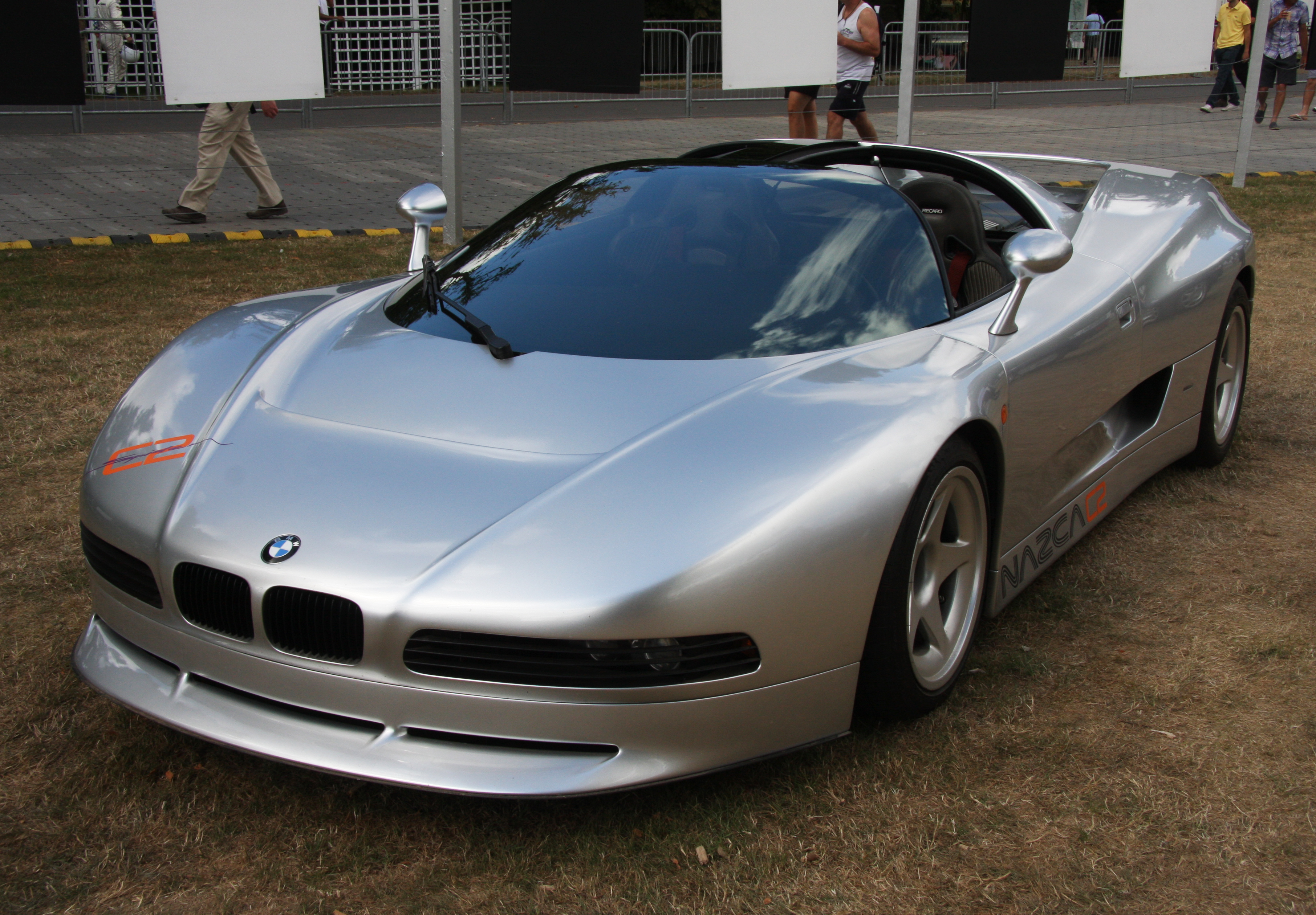
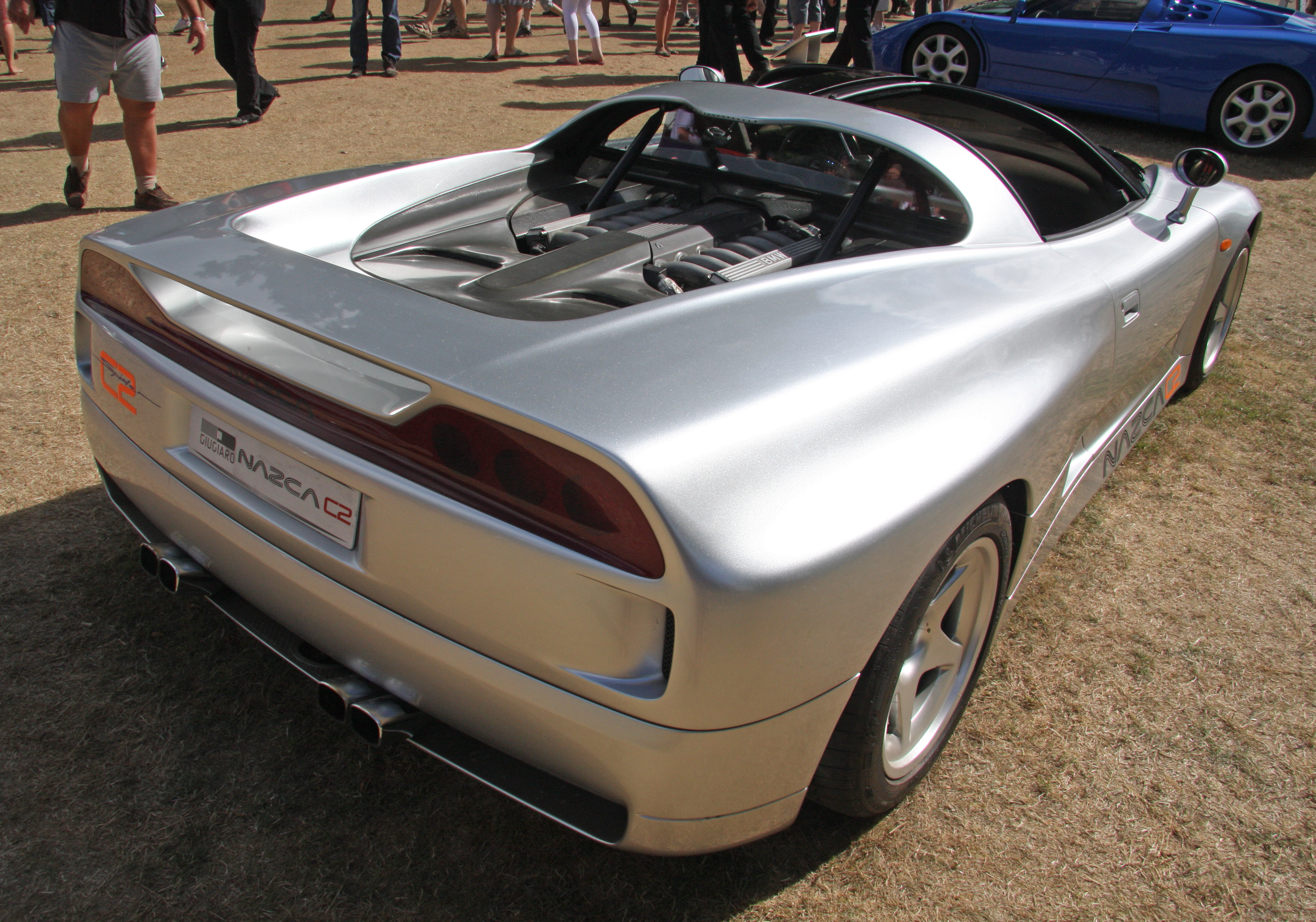
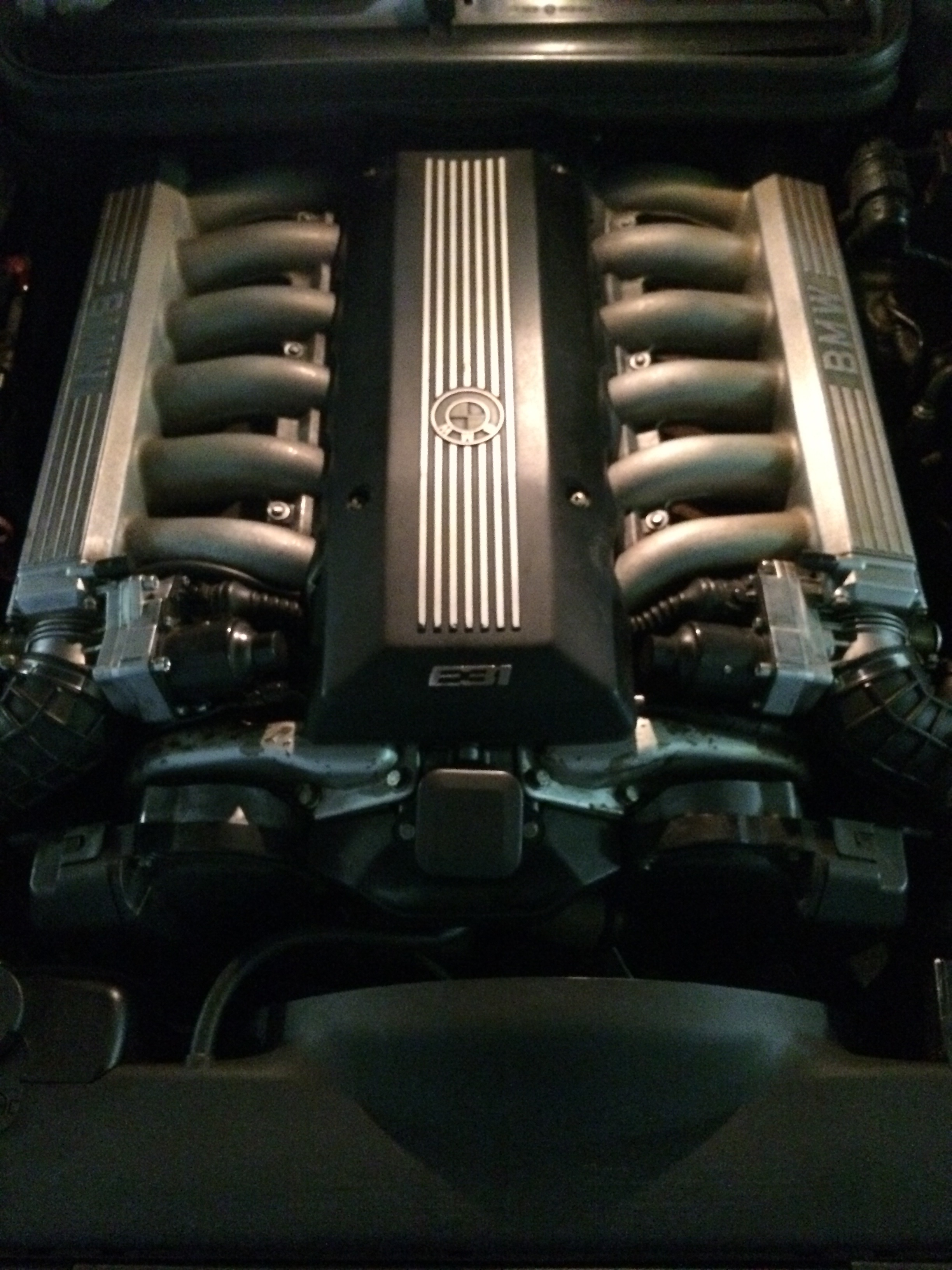
Moteur V12 BMW M70

Un second concept-car BMW Nazca C2 est présenté au salon de l'automobile de Tokyo de 1992, avec le moteur V12 BMW M70 de BMW Série 8, préparé par Alpina, avec 4 988 cm3 et 349 ch et 470 nm (M70B50), et 298 km/h de vitesse de pointe. 
En 1993, Italdesign présente une troisième version BMW Nazca C2 Spider au Grand Prix automobile de Monaco, avec une version de moteur BMW Alpina poussé à 5,6 litres (5 576 cm3) et 381 ch et 550 nm (S70B56), pour 341 km/h de vitesse de pointe.
La production de la Nazca C2 en supercar de série a été déclinée par Alpinaà cause d'un coût d'adaptation et de production unitaire d’environ 600 000 Deutsche Mark jugé beaucoup trop élevé.

## Jeux vidéo
- Need for Speed II, et Need for Speed III : Poursuite infernale, de Electronic Arts.